# Pike (contea di Berks)
Pike è una township degli Stati Uniti d'America, nella contea di Berks nello Stato della Pennsylvania. Secondo il censimento del 2000 la popolazione è di 1.677 abitanti.

## Società

### Evoluzione demografica
La composizione etnica vede una maggioranza di quella bianca (99,46%), seguita da quella asiatica (0,24%) dati del 2000.
| township di Pike Popolazione |       |
| 2000                         | 3.016 |
| Stima al 2009                | 1.677 |